# شاومي لابتوب برو إكس 14
شاومي لابتوب برو اكس 14 (بالإنجليزية: xiaomi mi laptop pro 14)‏ أطلقت شركة شاومي اللاب توب Pro X 14 الجديد، الذي يهدف إلى تلبية متطلبات الألعاب بشكل مركز، والذي يشتمل على شاشة قياس 14 بوصة وبدقة وضوح 2560X1600 بيكسل، وتعمل بمعدل تنشيط صورة 120 هرتز. ويمكن خفض معدل تنشيط الصورة إلى 60 أو 90 هرتز لتوفير في استهلاك الطاقة، بينما تبلغ درجة الطوع 300 قنديلة/م2. وينبض بداخل اللاب توب Pro X 14 الجديد معالج إنتل كور إي 7 بسرعة 8,4 جيجاهرتز وبطاقة الرسوميات نفيديا جو فورست أر تي أكس 3050. وتبلغ سعة ذاكرة الوصول العشوائي 16 جيجابايت مع قرص حالة ساكنة أس أس دي سعة 512 جيجابايت و يمكن استبداله.

## المميزات
- بنظام تبريد يضم مروحتين وأنابيب حرارية ومبرد نحاسي.
- انتل كور أي7 الجيل 11.
- منفذ يو اس بي - سي بقدرة تصل إلى 130 وات2
- معدل التحديث 120 هرتز.
- دقة عرض 2.5K.[2]
- حجم شاشة 14 إنش.